# Stylasteridae
Stylasteridae è una famiglia di Hydrozoa.
Secondo altri ordinamenti tassonomici la famiglia Stylasteridae viene inserita nell'ordine Filifera, superfamiglia Hydractinioidea.

## Generi
- Adelopora
- Astya
- Calyptopora
- Cheiloporidion
- Conopora
- Crypthelia
- Cyclohelia
- Distichopora
- Errina
- Errinopora
- Errinopsis
- Gyropora
- Inferiolabiata
- Lepidopora
- Lepidotheca
- Paraerrina
- Phalangopora
- Pliobothrus
- Pseudocrypthelia
- Sporadopora
- Stellapora
- Stenohelia
- Stephanohelia
- Stylantheca
- Stylaster
- Systemapora